# 奧雷塔 (路易斯安那州)
奧雷塔（英語：Oretta）是位於美國路易斯安那州博勒加德堂區的一個普查規定居民點。

## 人口
根據2020年美國人口普查的數據，奧雷塔的面積為5.70平方千米，當中陸地面積為5.70平方千米，而水域面積為0.00平方千米。當地共有人口371人，而人口密度為每平方千米65.09人。